# Richard Hilton
Richard Howard "Rick" Hilton, född 17 augusti 1955 i Los Angeles, Kalifornien, är en amerikansk mäklare.
Han är sedan 1978 gift med Kathy Hilton (född 1959), tillsammans har de barnen Paris Hilton (f. 1981), Nicky Hilton (f.1983 ), Barron Hilton (f. 1989) och Conrad Hilton (f. 1994). Han är nummer sex av åtta barn till Barron Hilton, delägare i den kända hotellkedjan Hilton som Conrad Hilton, Richard Hiltons farfar, grundade.
Richard Hilton driver tillsammans med Jeff Hyland en mäklarfirma, Hilton & Hyland, som specialiserat sig på dyra villor i Los Angeles-området, och han arbetar dels som mäklare dels som styrelseordförande i firman. Tvärtemot vad som ibland skrivits i media är Richard Hilton inte ägare till Hilton-hotellen. Hiltonfamiljens andel av aktierna i hotellkedjan uppgår enligt brittiska The Times till 5 procent, ägda av Richard Hiltons far Barron Hilton.[källa behövs]